# Lorem ipsum

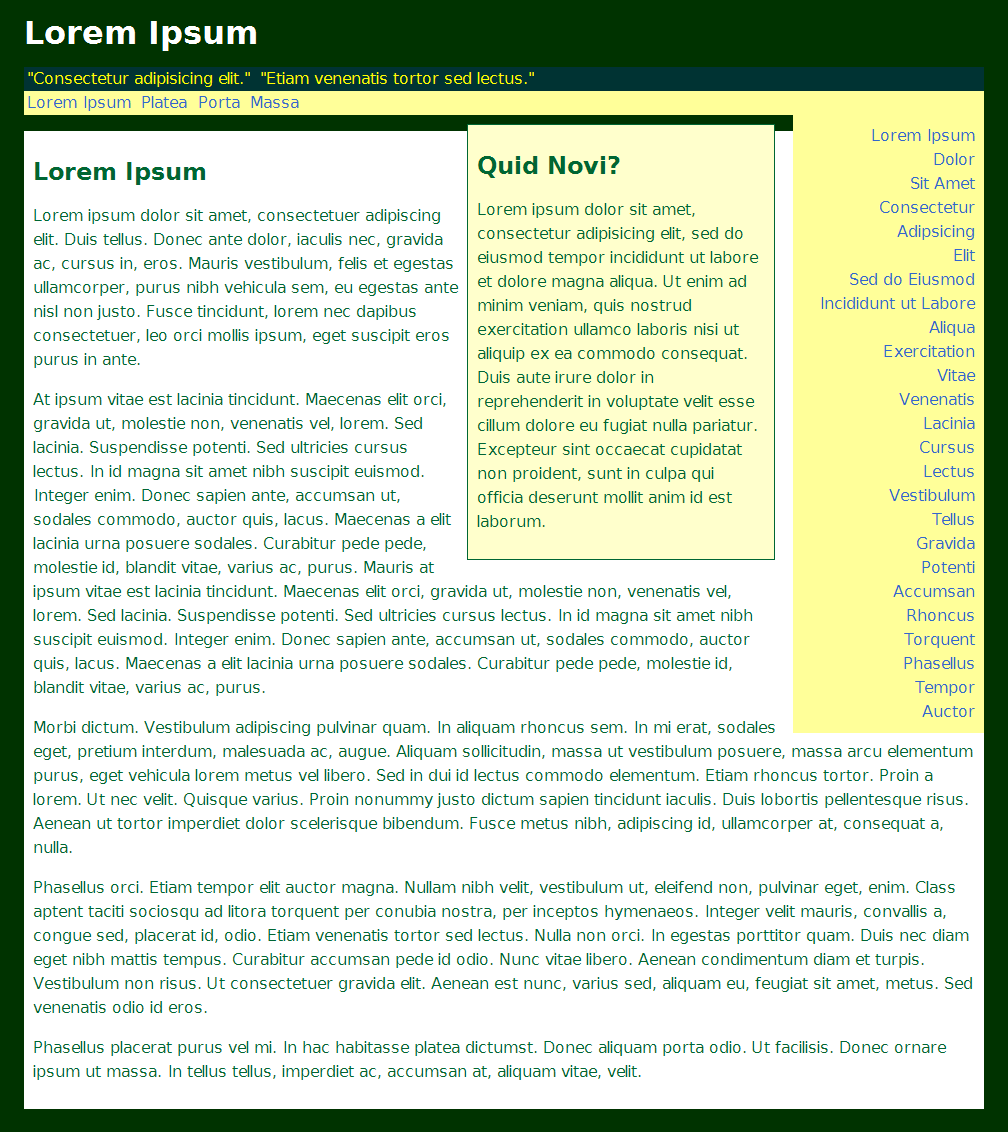
Utilizarea textului lorem ipsum pentru a atrage atenția asupra unor elemente grafice, conform unei propuneri de web design.

Lorem ipsum (sau pe scurt lipsum) este textul standard utilizat pentru a simula casete de text și a ușura evaluarea designului unei viitoare tipărituri sau a unui site web. 

## Istoric
Inițial, începând cu anul 1500, textul Lorem Ipsum era utilizat numai în tipografii, de către culegători. În prezent, datorită apariției și utilizării globale a computerelor, textul Lorem ipsum este utilizat pentru a simula orice text cu aspect neutru, atât pentru lucrări tipografice cât și pentru orice alte lucrări care presupun text - în web design, design pentru logo-uri corporative, ștampile etc.
Deși în aparență textul Lorem ipsum pare a fi lipsit de sens, fragmentul original este mai vechi de 2000 de ani și se regăsește în lucrarea lui Cicero De Finibus Bonorum et Malorum, care datează din anul 45 î.Hr. Descoperirea originii îndepărtate a acestui text îi este datorată lui Richard McClintock, profesor de limba latină la colegiul Hampden-Sydney din Virginia, Statele Unite ale Americii, care a căutat unul dintre cuvintele rare regăsite în lipsum - consectetur - găsindu-l, alături de pasajul integral, în lucrarea lui Cicero. Astfel, "lorem ipsum" este de fapt o versiune trunchiată pentru dolorem ipsum.

## Paragraful clasic
O formă tipică a paragrafului ,,Lorem Ipsum" este:
Lorem ipsum dolor sit amet, consectetur adipisicing elit, sed do eiusmod tempor incididunt ut labore et dolore magna aliqua. Ut enim ad minim veniam, quis nostrud exercitation ullamco laboris nisi ut aliquip ex ea commodo consequat. Duis aute irure dolor in reprehenderit in voluptate velit esse cillum dolore eu fugiat nulla pariatur. Excepteur sint occaecat cupidatat non proident, sunt in culpa qui officia deserunt mollit anim id est laborum.

## Versiunea originală

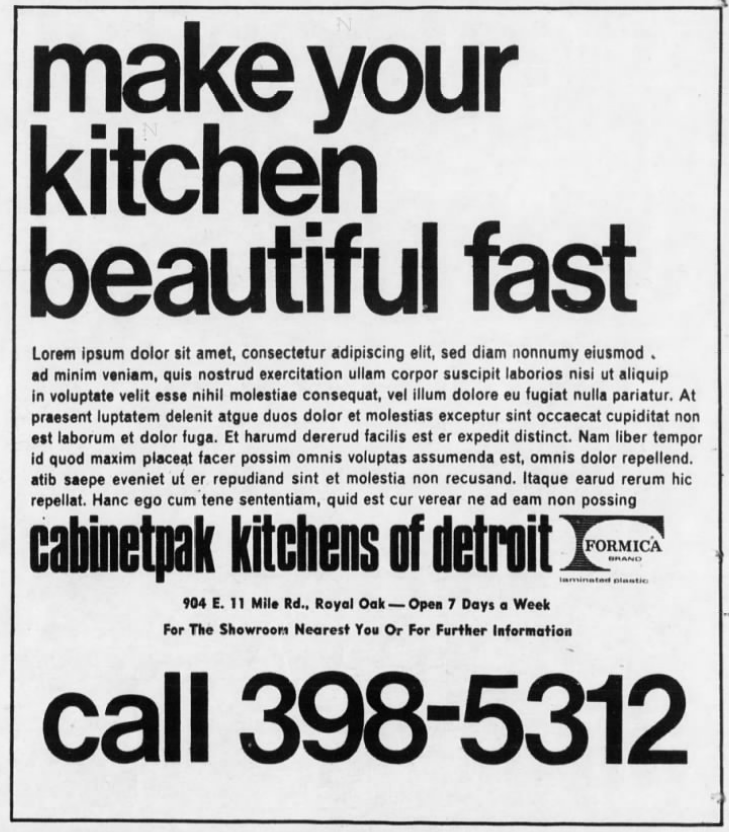
Exemplu de publicație cu Lorem Ipsum - Detroit Free Press - 8 Noiembrie 1970

[32] Sed ut perspiciatis, unde omnis iste natus error sit voluptatem accusantium doloremque laudantium, totam rem aperiam eaque ipsa, quae ab illo inventore veritatis et quasi architecto beatae vitae dicta sunt, explicabo. Nemo enim ipsam voluptatem, quia voluptas sit, aspernatur aut odit aut fugit, sed quia consequuntur magni dolores eos, qui ratione voluptatem sequi nesciunt, neque porro quisquam est, qui dolorem ipsum, quia dolor sit, amet, consectetur, adipisci velit, sed quia non numquam eius modi tempora incidunt, ut labore et dolore magnam aliquam quaerat voluptatem. Ut enim ad minima veniam, quis nostrum exercitationem ullam corporis suscipit laboriosam, nisi ut aliquid ex ea commodi consequatur? Quis autem vel eum iure reprehenderit, qui in ea voluptate velit esse, quam nihil molestiae consequatur, vel illum, qui dolorem eum fugiat, quo voluptas nulla pariatur? [33] At vero eos et accusamus et iusto odio dignissimos ducimus, qui blanditiis praesentium voluptatum deleniti atque corrupti, quos dolores et quas molestias excepturi sint, obcaecati cupiditate non provident, similique sunt in culpa, qui officia deserunt mollitia animi, id est laborum et dolorum fuga. Et harum quidem rerum facilis est et expedita distinctio. Nam libero tempore, cum soluta nobis est eligendi optio, cumque nihil impedit, quo minus id, quod maxime placeat, facere possimus, omnis voluptas assumenda est, omnis dolor repellendus. Temporibus autem quibusdam et aut officiis debitis aut rerum necessitatibus saepe eveniet, ut et voluptates repudiandae sint et molestiae non recusandae. Itaque earum rerum hic tenetur a sapiente delectus, ut aut reiciendis voluptatibus maiores alias consequatur aut perferendis doloribus asperiores repellat.

## De ce se folosește încă
Motivele pentru care tipografii au preferat să utilizeze un paragraf latin în loc să folosească texte în limba proprie sunt, printre altele, faptul că nu aveau întotdeauna un text neutru la dispoziție sau ar fi trebuit să improvizeze câte un text de fiecare dată și faptul că, pentru o evaluare corectă, obiectivă, a aspectului grafic al unei tipărituri, era de preferat ca evaluatorul să nu fie influențat de mesajul textului. În același timp, nu se putea folosi nici o înșiruire de cuvinte de tipul „aici va fi text, aici va fi text”, deoarece aspectul general ar fi fost denaturat de repetitivitatea nenaturală a secvenței respective.

## Variațiuni pe aceeași temă
Lipsumul clasic este încă utilizat de profesioniștii din domeniile care implică utilizarea de text, alături de variante uneori umoristice, alteori alcătuite din înșiruiri aleatoare de cuvinte latine, cu sau fără un sens în limba de bază. Astfel, cei care se hotărăsc să utilizeze acest text-simbol pentru prima dată trebuie să se asigure că în versiunea aleasă nu sunt și pasaje ale căror traduceri îi pot pune în dificultate sau în situații jenante.